# Tennistoernooi van Sydney 2022
|                                       |  |                                       |
| Paula Badosa, winnares bij de vrouwen |  | Aslan Karatsev, winnaar bij de mannen |

Het tennistoernooi van Sydney van 2022 werd van maandag 10 tot en met zaterdag 15 januari 2022 gespeeld op de hardcourt-buitenbanen van het NSW Tennis Centre in het olympisch park van de Australische stad Sydney. De officiële naam van het toernooi was Sydney Tennis Classic. Het was de 128e editie van het toernooi.
Het toernooi bestond uit twee delen:
- WTA-toernooi van Sydney 2022, het toernooi voor de vrouwen
- ATP-toernooi van Sydney 2022, het toernooi voor de mannen

## Toernooikalender
| Sydney            | januari 2022 | januari 2022 | januari 2022 | januari 2022 | januari 2022 | januari 2022 | januari 2022 |
| Sydney            | maa 10       | din 11       | woe 12       | don 13       | vrĳ 14       | zat 15       |              |
| ----------------- | ------------ | ------------ | ------------ | ------------ | ------------ | ------------ | ------------ |
| vrouwenenkelspel  | 1e ronde     | 1e ronde     | 2e ronde     | kwartfinale  | halve finale | finale       |              |
| vrouwendubbelspel | 1e ronde     | 1e ronde     | 1e ronde     | 2e ronde     | halve finale | finale       |              |
| mannenenkelspel   | 1e ronde     | 1e ronde     | 2e ronde     | kwartfinale  | halve finale | finale       |              |
| mannendubbelspel  | 1e ronde     | 1e ronde     | 2e ronde     | kwartfinale  | halve finale | finale       |              |

ATP-toernooi van Sydney – WTA-toernooi van Sydney

Toernooien sinds 1990:
1990 · 1991 · 1992 · 1993 · 1994 · 1995 · 1996 · 1997 · 1998 · 1999 · 2000 · 2001 · 2002 · 2003 · 2004 · 2005 · 2006 · 2007 · 2008 · 2009 · 2010 · 2011 · 2012 · 2013 · 2014 · 2015 · 2016 · 2017 · 2018 · 2019 · 2020 · 2021 · 2022